# Menganti (Kedung)
Menganti is een bestuurslaag in het regentschap Japara van de provincie Midden-Java, Indonesië. Menganti telt 6639 inwoners (volkstelling 2010).